# Copa África-Ásia-Pacífico da FIFA de 2024
A Copa África-Ásia-Pacífico da FIFA de 2024 foi a edição inaugural da competição oficial de futebol promovida pela Federação Internacional de Futebol (FIFA), servindo como playoff para a Copa Challenger de 2024 e estando inserida na Copa Intercontinental de 2024.
Foram classificados para o torneio o Al Ain (campeão da Liga dos Campeões da AFC de 2023–24), o Al-Ahly (campeão da Liga dos Campeões da CAF de 2023–24) e o Auckland City (campeão da Liga dos Campeões da OFC de 2024). Os jogos ocorreram em formato de mata-mata nos Emirados Árabes Unidos e no Egito.
O Ah-Ahly venceu o torneio, conquistando vaga para a Copa Challenger, tendo como novo desafiante o campeão do Dérbi das Américas, o mexicano Pachuca.

## Formato
Nesta edição, o Auckland City, da OFC, enfrentou o Al Ain, da AFC, pela primeira fase, com este jogando em casa. O vencedor enfrentou o mandante Al-Ahly, da CAF, na final.
Os mandos de campo foram definidos por melhor posição no ranking da FIFA.

## Equipes classificadas
| Confederação | Equipe        | Classificação                                  | Data de classificação |
| ------------ | ------------- | ---------------------------------------------- | --------------------- |
| CAF          | Al-Ahly       | Campeão da Liga dos Campeões da CAF de 2023–24 | 25 de maio de 2024    |
| AFC          | Al Ain        | Campeão da Liga dos Campeões da AFC de 2023–24 | 25 de maio de 2024    |
| OFC          | Auckland City | Campeão da Liga dos Campeões da OFC de 2024    | 24 de maio de 2024    |

## Transmissão
A transmissão do torneio em 2024 ficou a cargo dos canais FIFA+ (streaming), CazéTV (streaming) e SporTV (TV fechada). Este último, apenas a final.

## Partidas
|  | Primeira fase                     | Primeira fase |                                                   |   | Final | Final |
|  |                                   |               |                                                   |   |       |       |
|  | Playoff - 22 de setembro – Alaine |               |                                                   |   |       |       |
|  |                                   |               |                                                   |   |       |       |
|  | Al Ain                            | 6             |                                                   |   |       |       |
|  | Al Ain                            | 6             | Copa África-Ásia-Pacífico - 29 de outubro – Cairo |   |       |       |
|  | Auckland City                     | 2             |                                                   |   |       |       |
|  | Auckland City                     | 2             | Al-Ahly                                           | 3 |       |       |
|  |                                   |               | Al-Ahly                                           | 3 |       |       |
|  |                                   |               | Al Ain                                            | 0 |       |       |
|  |                                   |               | Al Ain                                            | 0 |       |       |
|  |                                   |               |                                                   |   |       |       |
|  |                                   |               |                                                   |   |       |       |
|  |                                   |               |                                                   |   |       |       |

### Primeira fase
Playoff da Copa África-Ásia-Pacífico
| 22 de setembro | Al Ain                                                                     | 6 – 2            | Auckland City         | Estádio Hazza bin Zayed, Alaine               |
| 20:00 (UTC+4)  | Cardoso 6' · Gassama 11' · Palacios 45+1' · Rahimi 78', 90+4' · Kaku 90+2' | Relatório (FIFA) | Lagos 43' · Bevan 54' | Público: 13 826 Árbitro: ALG Mustapha Ghorbal |

|  | Al Ain |  | Auckland City |  |

### Final
Copa África-Ásia-Pacífico
| 29 de outubro | Al-Ahly                                        | 3 – 0            | Al Ain | Estádio Internacional do Cairo, Cairo         |
| 20:00 (UTC+2) | Abou Ali 32' · Ashour 55' · Magdy 90+2' (pen.) | Relatório (FIFA) |        | Público: 51 602 Árbitro: TUR Halil Umut Meler |

|  | Al-Ahly |  | Al Ain |  |

## Premiação
| Copa África-Ásia-Pacífico da FIFA de 2024 |
| Egito                                     |
| ----------------------------------------- |
| AL-AHLY Campeão (1.º título)              |